# Историја Јужног Судана
Јужни Судан је афричка држава која је настала отцепљењем од Судана, након референдума 2011. године, а званично проглашењем независности 9. јула 2011. године. Претходно је функционисала као аутономна област од 1972. до 1983. и потом у периоду од 2005. до 2011. године.

## Претколонијални период

### Рана историја
Око 1500. године територија данашњег Јужног Судана била је под контролом говорника централносуданских језика, међу којима су се бројношћу истицали Динке, Шилук и Луо. Они су дошли из мочварних предела Суда, а на основу археолошких истраживања утврђено је да су ови простори били насељени сточарима још око 3000. п. н. е. Нилотска експанзија повезана је са пропашћу Нубије и најездом Арапа.
Шилуци су доживели процват током 16. века нарочито за време вође Њиканга. Населили су просторе око леве и десне обале Белог Нила северно од данашњег града Малакала. Засновали су заједницу која се бавила сточарством, риболовом и гајењем житарица. Шилуци су били у честом сукобу са суседним Султанатом Фунџ. Током 17. века Шилуке је предводио краљ Одак Около. У том периоду они су ратовали на неколико фронтова и склапали бројне савезе. За време владавине краља Рета Тугоа Шилуци су установили централизовану државу са главним градом Фашодом (данашњи Кодок). Били су вешти у контроли речних токова и трговинских рута.
Азанде су дошли у Јужни Судан у XVI веку населивши тропске пределе око Маридија и Јамбјоа. Основали су једну од највећих држава тог доба у региону. Природна изолованост онемогућила је утицај исламских султаната са севера. Слично је било и са Динкама у мочварним пределима, док су народи на крајњем северу били под честим утицајем ислама.

### Исламски период
Пре европске колонизације Африке на подручју данашњег Јужног Судана нису постојале државе у правом смислу те речи. Регион су насељавале мање или веће етничке заједнице које су међусобно коегзистирале. Прву страну инвазију на ово подручје извршиле су 1820-21. године турске трупе египатског паше Мохамеда Алија. Током честих упада, Турци / Египћани су бројно становништво са ових простора одвели у ропство. Иако је турско-египатска владавина овим просторима трајала преко 60 година, она није успела да потчини све становнике Јужног Судана, што није успело ни каснијем махдистичком режиму. Ови режими су, међутим, пљачкали богатсва региона. Упркос честим притисцима јужни Судан је остао ван утицаја ислама.

## Независност Судана
Модерни Судан је настао из Англо-Египатског кондоминијума (1898—1955), насталог после распада Османског царства, у коме су Британци и Египћани држали Судан под окупацијом, са одвојеним административним уређењима за север и југ. Судан добија независност 1956. године, после чега га потресају различити грађански ратови. Подручје Јужног Судана било је маргинализовано још током колонијалног периода, а после стицања независности власт у Судану преузима елита са севера. С обзиром да су остали без политичке и економске моћи, становници Јужног Судана подижу 1955. године побуну која прераста у 17 година дуг грађански рат.

## Грађански рат
Први грађански рат између Владе Судана и Народног покрета за ослобођење Судана вођен је између 1955. и 1972. године и окончан је Споразумом у Адис Абеби. Тиме је Јужни Судан добио известан степен аутономије, али су ова аутономна права кршена од стране власти у Картуму. Због тешког положаја становништва јужног дела земље, избијају нове побуне 1962. и 1972. године, а потом и нови грађански рат (1983—2005), који се завршава мировним договором према којем је Јужни Судан добио самоуправу и право да на референдуму 2011. године одлучи да ли жели пуну независност. У међусобним сукобима зараћених страна током 50 година страдало је око 3 милиона људи.

## Референдум и независност
Референдум о независности спроводен је између 9. и 15. јануара 2011. године са циљем да се донесе одлука о даљој судбини аутономног региона Јужни Судан. Коначни резултати објављени су 7. фебруара и према њима 98,83% гласача определило се за отцепљење. Званично проглашење независност било је 9. јула 2011. године.